# Roraima-Maus
Die Roraima-Maus (Podoxymys roraimae) ist eine in Südamerika lebende Nagetierart aus der Gruppe der Neuweltmäuse.
Roraima-Mäuse erreichen eine Kopfrumpflänge von rund 10 Zentimetern, der Schwanz wird ebenso lang. Das Fell ist sehr lang und weich, es ist dunkel gefärbt. Die Ohren sind teilweise im Fell verborgen, die Augen klein, die Krallen der Vorderpfoten sind lang.
Diese Tiere leben im nördlichen Südamerika, sie sind im Bereich des Berges Roraima-Tepui im Dreiländereck Venezuela, Guyana und Brasilien beheimatet. Über die Lebensweise ist wenig bekannt.
Insgesamt wurden nur sechs Exemplare der Roraima-Maus gefunden, fünf bei der ersten Serie 1929 und ein weiteres 1992. Die IUCN listet die Art als Vulnerable (gefährdet).
Die systematische Stellung ist nicht genau bekannt. Morphologisch stellt die Art ein Zwischenglied zwischen den Südamerikanischen Feldmäusen (Akodon) und den Grabmäusen (Oxymycterus) dar.